# 1984 في فنزويلا
فيما يلي قوائم الأحداث التي وقعت خلال عام 1984 في فنزويلا.

## سياسة

### تعيين في المنصب
- 2 فبراير – خايمي لوسنشي رئيس فنزويلا.

## رياضة
- 1 يناير – الدوري الفنزويلي الممتاز 1984 الفائز ديبورتيفو تاشيرا.

## مواليد

### فبراير
- 14 فبراير – ريتشارد أوتشوا
- 27 فبراير – دانييلا نافارو عارضة فنزويلية.
- 27 فبراير – دومينغو سانشيز لاعب كرة قاعدة فنزويلي.

### مارس
- 11 مارس – فرانك ماتا ماتا لاعب كرة قاعدة فنزويلي.
- 16 مارس – هارفي غارسيا لاعب كرة قاعدة دومينيكي.

### أبريل
- 11 أبريل – أندريس بلانكو لاعب كرة قاعدة فنزويلي.
- 12 أبريل – ليفي روميرو لاعب كرة قاعدة فنزويلي.[1]
- 19 أبريل – خيسوس ديلغادو لاعب كرة قاعدة دومينيكي.
- 25 أبريل – جابريل سيتشيرو لاعب كرة قدم فنزويلي.[2]
- 29 أبريل – أنطونيو نوغويرا لاعب كرة قاعدة فنزويلي.

### مايو
- 31 مايو – أوسوالدو فيزكاروندو لاعب كرة قدم فنزويلي.[3]

### يونيو
- 13 يونيو – دانيال غودوي لاعب كرة قدم فنزويلي.[4]
- 14 يونيو – خيسوس غوزمان لاعب كرة قاعدة فنزويلي.[5]
- 26 يونيو – لويس هرنانديز لاعب كرة قاعدة فنزويلي.

### يوليو
- 6 يوليو – خورخي فرنسيسكو كازانوفا لاعب كرة قدم فنزويلي.[6]
- 15 يوليو – خيسوس بيريز درّاج طريق فنزويلي.

### أغسطس
- 6 أغسطس – خيسوس خافيير غوميز لاعب كرة قدم فنزويلي.[7]
- 6 أغسطس – لويس غونزاليز ملاكم فنزويلي.
- 19 أغسطس – ماركوس كارفاغال لاعب كرة قاعدة فنزويلي.
- 21 أغسطس – إدوارد بيرموديز ملاكم فنزويلي.

### أكتوبر
- 1 أكتوبر – مونيكا سبير[8]
- 2 أكتوبر – أوزوالدو نافارو لاعب كرة قاعدة فنزويلي.
- 11 أكتوبر – ماكس راميريز لاعب كرة قاعدة فنزويلي.
- 26 أكتوبر – خيسوس فلوريس لاعب كرة قاعدة فنزويلي.

### نوفمبر
- 12 نوفمبر – سيزار خيمينيز لاعب كرة قاعدة فنزويلي.[9]
- 13 نوفمبر – جوناثان هيريرا لاعب كرة قاعدة فنزويلي.

### ديسمبر
- 10 ديسمبر – غريغوريو بيتي لاعب كرة قاعدة فنزويلي.

## وفيات

### مارس
- 16 مارس – إيبنسيو كاستيلانوس (مواليد 1915) ملحن فنزويلي.[10]

### يوليو
- 8 يوليو – خوسيه هومبيرتو كوينتيرو بارا (مواليد 1902) كهنوت فنزويلي.[11]
- 9 يوليو – سيزار غونزاليس مارتينيز (مواليد 1904)

### ديسمبر
- 19 ديسمبر – غونزالو ماركيز (مواليد 1940) لاعب كرة قاعدة فنزويلي.